# Soopa Villainz
Soopa Villainz – amerykańska supergrupa powstała w Detroit, MI.
Początkowo w skład grupy wchodzili członkowie Insane Clown Posse oraz Esham. W 2002 roku wydali pierwszy singiel Soopa Villainz na płycie ICP - The Wraith: Shangri-La. Po 3 latach została ogłoszona pierwsza oficjalna płyta pod tytułem Furious wydana w Psychopathic Records. Do grupy doszedł w tym czasie Lavel.
Koncepcja zespołu to stworzenie grupy super złoczyńców przybyłych na Ziemie w celu zniszczenia ludzkości, każdy z członków przybrał nowy pseudonim i cechował się innymi supermocami.
Po wydaniu płyty, zespół opuścili Esham oraz Lavel. Rok później została wydana przez Eshama kolejna płyta pt. It Ain’t Safe No More, zawierała nowe utwory a także te które nie dostały się na główną Furious, jednak nie była to już oficjalna produkcja z całym składem grupy.

## Skład zespołu
- Mr. Diamond (Violent J)
- Mr. Club (Shaggy 2 Dope)
- Mr. Spade (Esham)
- Mr. Heart (Lavel)

## Dyskografia
- Furious (2005)
- It Ain’t Safe No More (2006)